# Turbanella multidigitata
Turbanella multidigitata is een buikharige uit de familie Turbanellidae. Het dier komt uit het geslacht Turbanella. Turbanella multidigitata werd in 1987 voor het eerst wetenschappelijk beschreven door Kisielewski. 